# Silvia Berger (Schriftstellerin)
Silvia Berger, vormals Silvia Nagacevschi (* 1958 in Tübingen), ist eine deutsche Autorin, Kirchenmalerin und Lehrerin.

## Leben
Silvia Berger verbrachte nach dem Abitur längere Zeit in Indien. Nach ihrer Rückkehr studierte sie an der Akademie der Bildenden Künste München Freie Malerei und Sakralraumgestaltung und absolvierte ein Zweitstudium der Evangelischen Theologie.
Unter ihrem früheren Namen Silvia Nagacevschi entstanden zahlreiche Auftragsarbeiten im Bereich (Wandmalerei und Farbglasfenster), großteils als Mitarbeiterin von Franz Bernhard Weißhaar, vorwiegend in Kirchen im bayrisch-schwäbischen Raum. Neben zwei Romanen verfasste sie mehrere Erzählungen in verschiedenen Anthologien sowie pädagogische Werke und Texte für den Religionsunterricht.
Silvia Berger ist stellvertretende Schulleiterin an der Evangelischen Friedrich Oberlin Fachoberschule München und unterrichtet Kunst und Religion.
Sie ist Mitarbeiterin des Lehrerkommentars zu „Ortswechsel“, Claudius Verlag München.

## Werke (Auswahl)
- Jenseits der Baumgrenze. [als Silvia Nagacevschi], Jugendroman, EOS, Sankt Ottilien 1996. ISBN 978-3-88096-428-0
- Wahrnehmen, verstehen, sich ausdrücken – was Kunst im Religionsunterricht vermag. Gymnasialpädagogische Materialstelle der Evangelisch-Lutherischen Kirche in Bayern, Erlangen 2012.
- Dummes Ding. In: Zugewandert. Literaturpreis 2012. Bezirk Schwaben, Wißner-Verlag, Augsburg 2015. ISBN 978-3-89639-894-9
- Wer könnte es besser sagen? Literatur im Religionsunterricht. Gymnasialpädagogische Materialstelle der Evangelisch-Lutherischen Kirche in Bayern, Erlangen 2016.
- Dunkler Tann. Roman. wesText, Hückelhoven 2016. ISBN 978-3-944972-23-7

Wandgemälde in der Spinnerkapelle, Oberstaufen

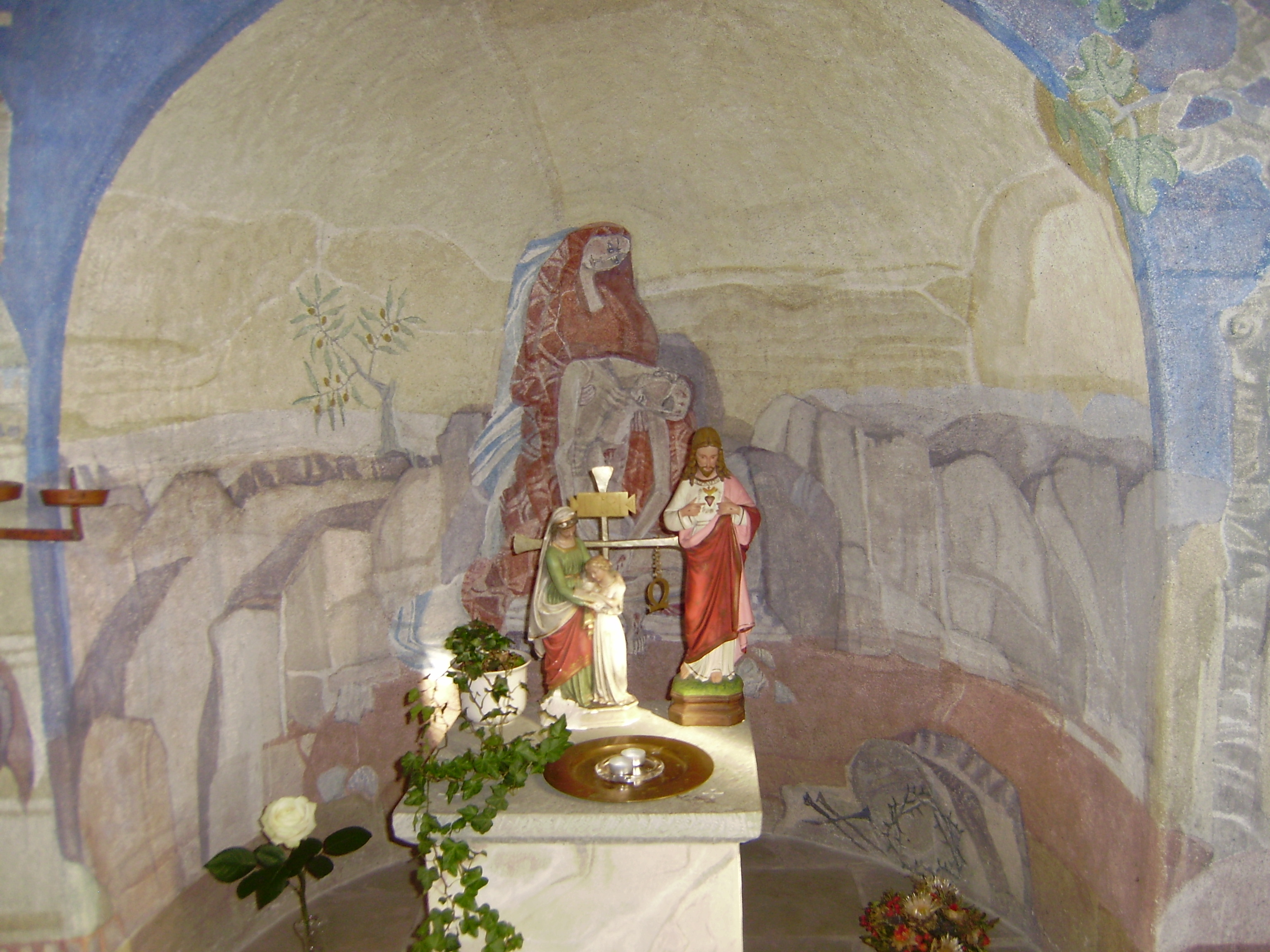
Maria und Jesus nach der Kreuzabnahme
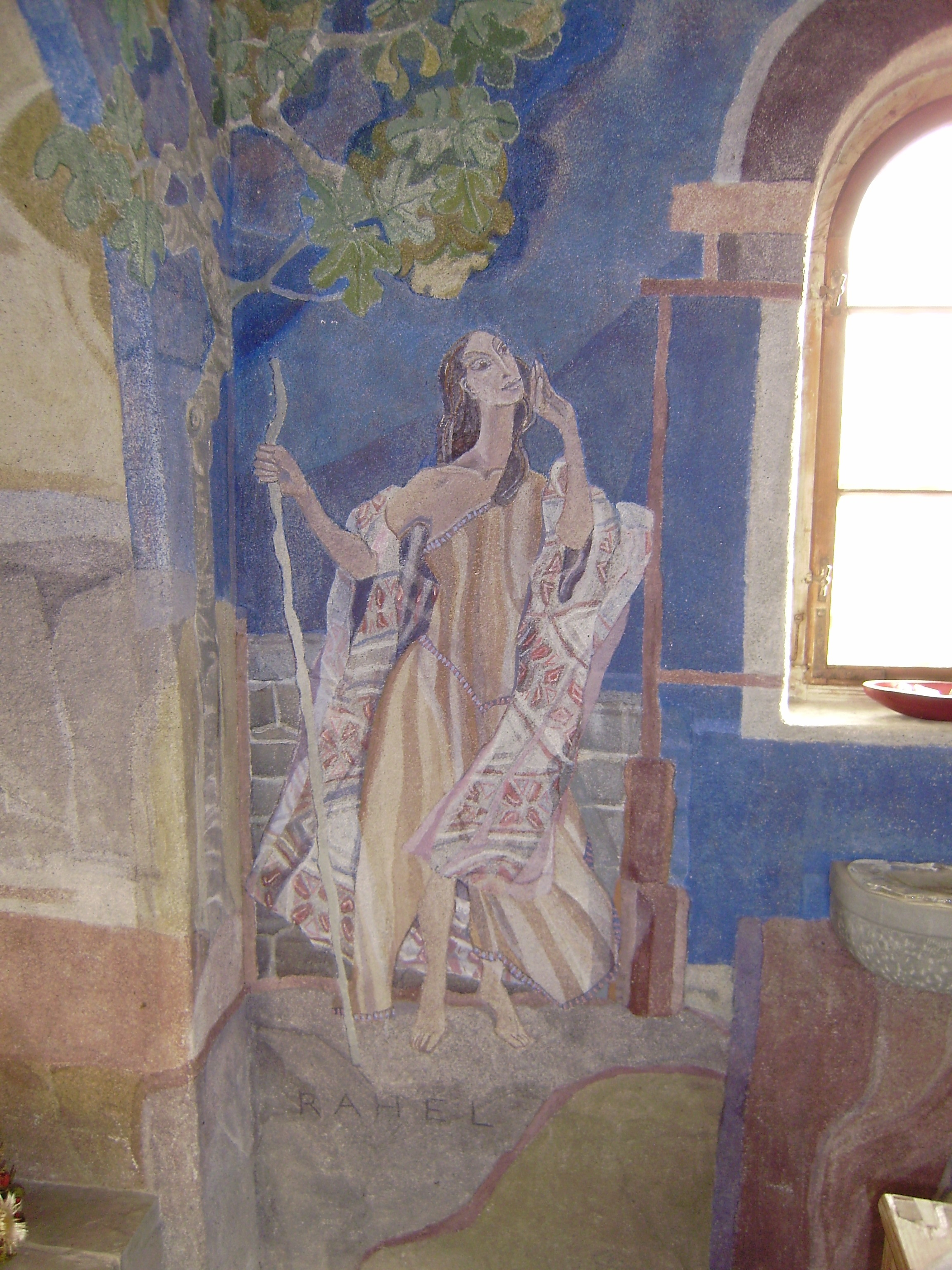
Rahel trifft Jakob in Haran
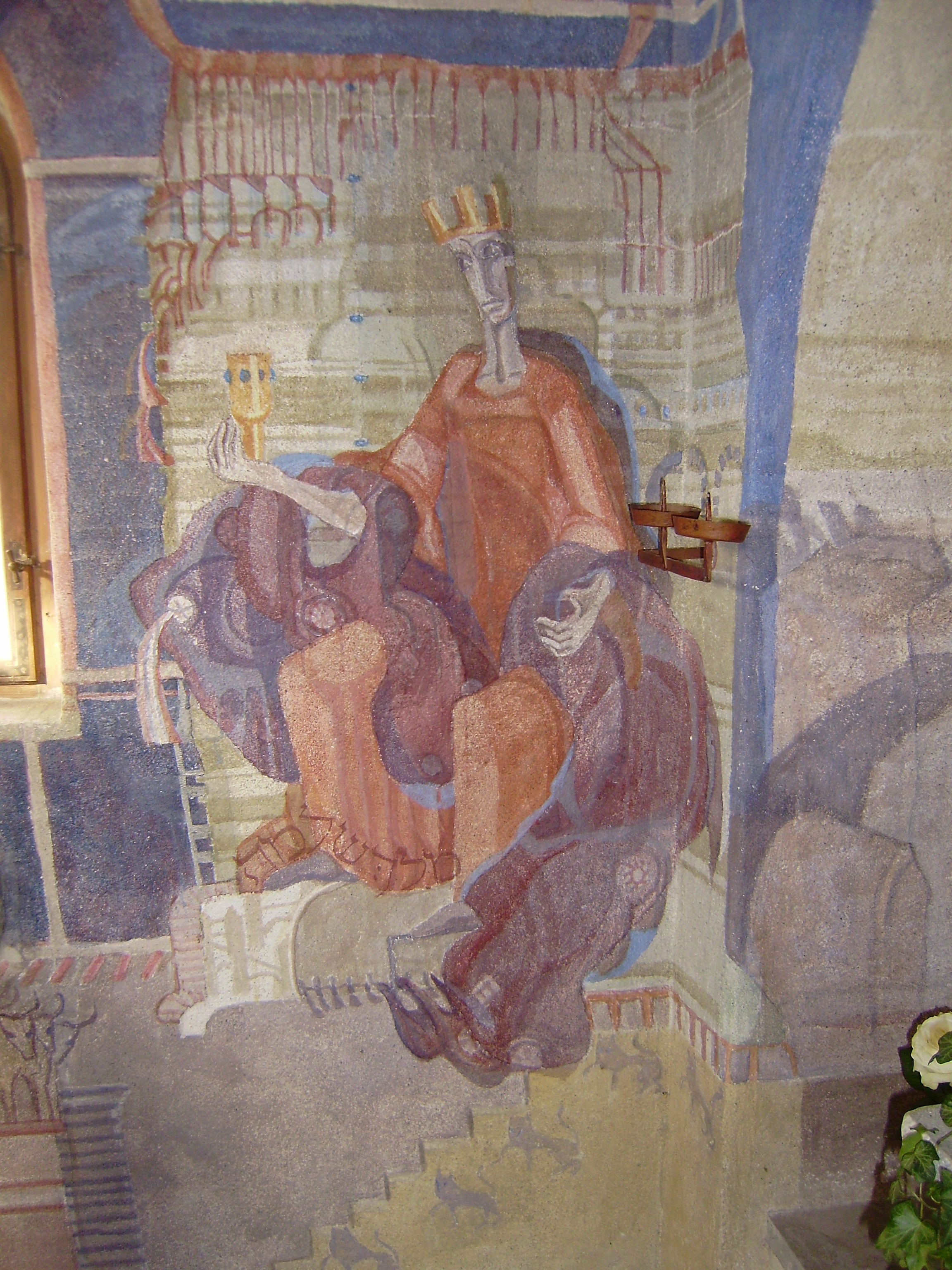
König Salomo empfängt die Königin von Saba
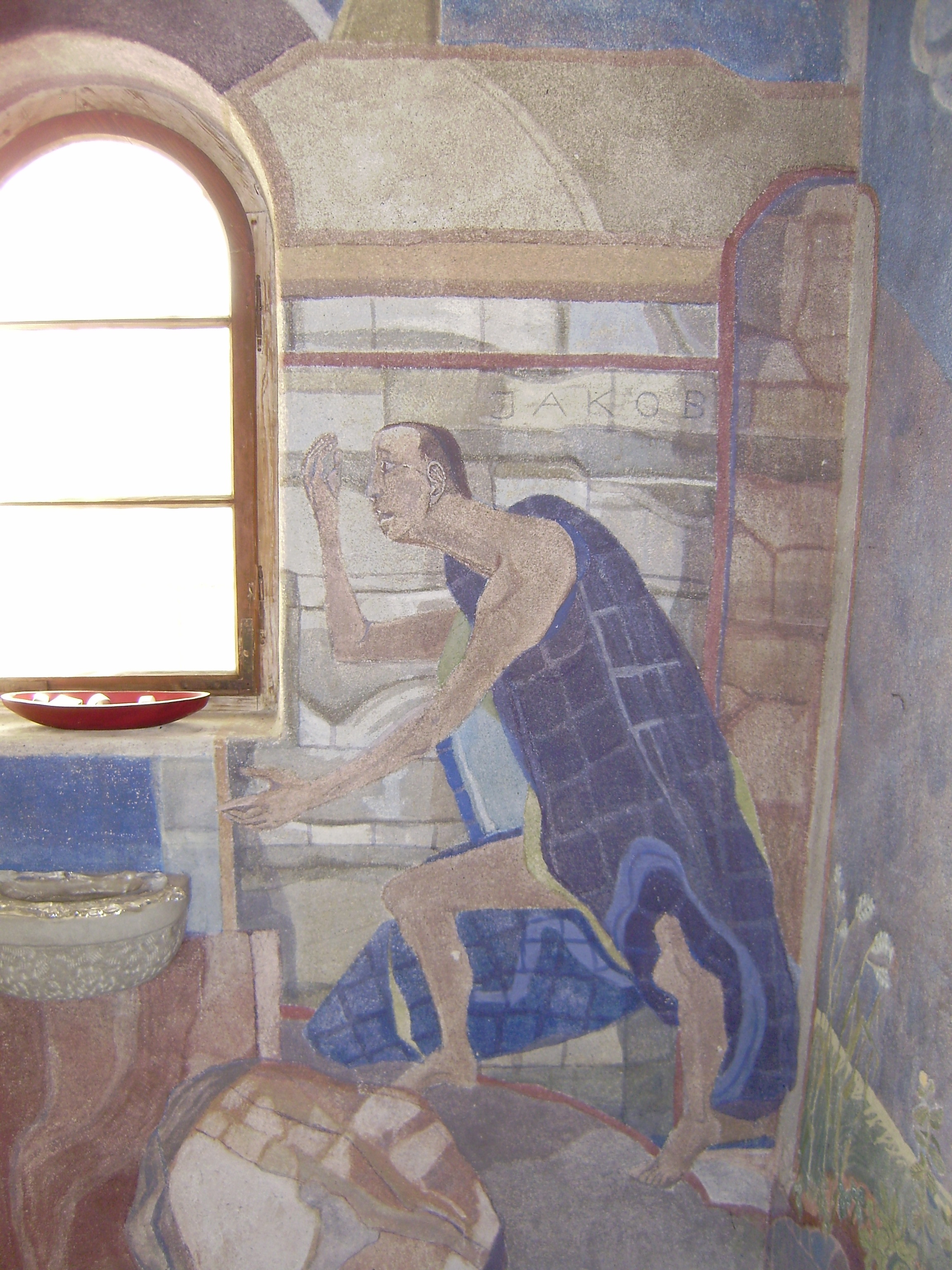
Auf der Flucht vor Esau kommt Jakob nach Haran
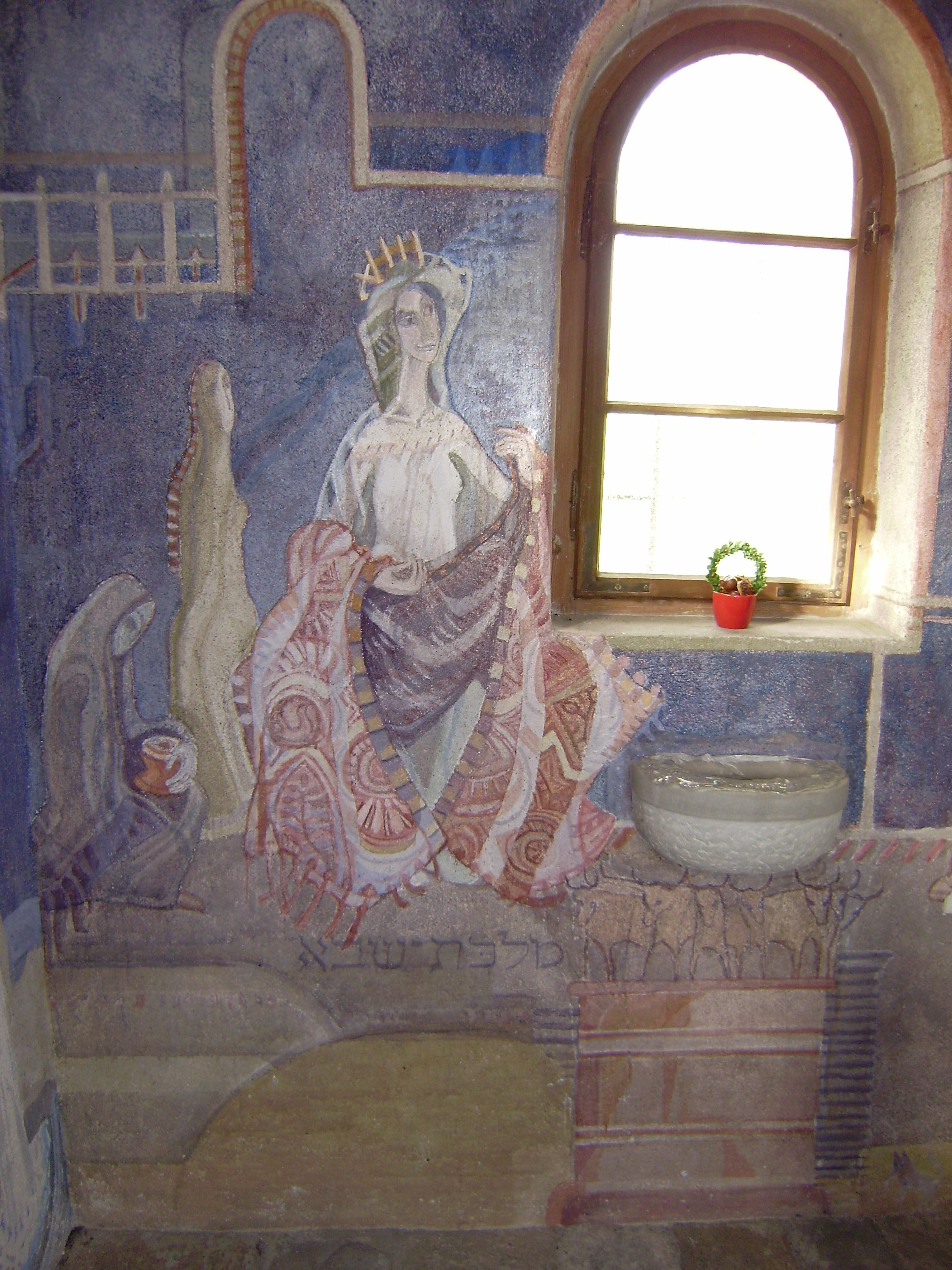
Königin von Saba

## Ehrungen
- 2012: 3. Preis, Schwäbischer Literaturpreis
- 2014: Publikumspreis bei der großen Premierenlesung der Zeitschrift Richtungsding
- 2017: 2. Preis der 6. Berner Bücherwochen. In: FriedenLieben Berne[1]
- 2019: Preis der 7. Berner Bücherwochen für den besten Prosatext. In: Heimat/Menschheit